# Teresa del Po
Teresa del Po (Roma, 20 d'agost de 1649-Nàpols, 5 d'agost de 1713) va ser una pintora, gravadora i miniaturista italiana del Barroc tardà.

## Biografia
Filla de Pietro del Po i de Porsia Compagna, va iniciar la seva formació artística a Roma sota la tutela del seu pare, pintor i gravador, seguint l'exemple del seu germà, Giacomo del Po. De la seva primera activitat romana gairebé no queda rastre, encara que el fet d'haver estat admesa a l'Accadèmia di San Luca, al maig de 1675, una cosa poc comuna en l'època per a una dona, testifica els seus dots artístics. Va iniciar la seva activitat artística a Roma, per a després traslladar-se a Nàpols, on va treballar molts anys. Solia signar les seves obres com a Theresia del Po encara que segons algunes fonts, el cognom correctament escrit seria del Pò. Va morir a Nàpols a l'agost de 1713 deixant una filla, Vittoria, també miniaturista i dibuixant, però que no va aconseguir mai la rellevància de la seva mare.

## Activitat artística
A Roma va col·laborar amb el seu germà en una sèrie de gravats destinats a il·lustrar llibres i publicacions de caràcter religiós. Teresa del Po decidí especialitzar-se en la miniatura, obtenint una certa popularitat per la seva habilitat en els retrats produïts amb aquesta tècnica. El 1683 es traslladà a Nàpols amb el seu germà, allí continuà la seva carrera com a il·lustradora de llibres que, fins i tot sent de modesta factura, adquirien valor propi gràcies a l'obra de l'artista. El 1687 visqué a Benevent amb la seva família, ja que el pare havia estat encarregat de fer les pintures de la catedral d'aquesta ciutat. Durant la seva estada beneventana, va retratar alguns notables de la ciutat i va executar gravats que representen l'arc de Trajà de Benevent. De la seva producció pictòrica es conserven poques obres entre les quals:
- Dues obres al tremp d'ou que avui formen part de la col·lecció de Marco Grassi a Nova York.
- Retrat de Don Pietro Moncada, pastel en oval de la col·lecció d'A. Gallo, signat i datable al 1700, conservat als dipòsits de la Galeria Nacional de Sicília (inv. 233) i un retrat que representa un sant, tots dos pastels, que es troben emmagatzemats en els museus de Palerm, als dipòsits de la Galeria Nacional de Sicília (inv. 233).
- Un retrat en colors pastel de la Magdalena conservat a Nantes, en el Museu departamental Thomas Dobrée.[7]
- Un Retrat de cavaller, signat i datat l'any 1708, conservat al Gabinet de dibuixos i estampes de la pinacoteca del Museu de Capodimonte.

Una de les seves obres a pastís representant la Dolorosa, que, originalment era conservada a Tursi, a la província de Matera, a la Catedral de l'Anunciació, va ser destruïda en un incendi el 8 novembre de 1998. Se'n conserven els gravats, que donen testimoniatge de l'habilitat de l'artista; entre els quals hi ha l'esmentat Arc de Trajà de Benevent, conservat en el Gabinet nacional dels gravats de Roma i el famós gravat que representa el fèretre en memòria de Miroballo Antonio erigit a l'església napolitana de Sant Giovanni Carbonara.